# Cerithidea scalariformis
Cerithidea scalariformis är en snäckart som först beskrevs av Thomas Say 1825.  Cerithidea scalariformis ingår i släktet Cerithidea och familjen Potamididae. Inga underarter finns listade i Catalogue of Life.